# Saint-Rhémy-en-Bosses
Saint-Rhémy-en-Bosses ist eine italienische Gemeinde mit 331 Einwohnern (Stand 31. Dezember 2023) in der autonomen Region Aostatal. Die Gemeinde liegt auf der orographisch linken Seite der Dora Baltea auf einer mittleren Höhe von 1632 m s.l.m. und verfügt über eine Größe von 65 km².
Die Nachbargemeinden heißen Avise, Bourg-Saint-Pierre (Schweiz), Courmayeur, Gignod, La Salle, Orsières (Schweiz), Saint-Oyen und Saint-Pierre.
Saint-Rhémy-en-Bosses liegt an der Straße zum Grossen St. Bernhard (Ortsteil Cerisey). Teile der alten Römerstraße Via Francigena sind in der näheren Umgebung noch zu sehen.
Während der Zeit des Faschismus trug das Dorf den italianisierten Namen San Remigio.

## Persönlichkeiten
- Joseph-Samuel Farinet (1845–1880), Falschmünzer, geboren in Saint-Rhémy-en-Bosses

## Sehenswürdigkeiten
- Burg Bosses